# Hypectopa
Hypectopa là một chi bướm đêm thuộc họ Gracillariidae.

## Các loài
- Hypectopa ornithograpta Diakonoff, 1955